# NGC 1155
NGC 1155 è una  galassia lenticolare situata nella costellazione dell'Eridano, a una distanza di circa 214 milioni di anni luce dalla nostra Via Lattea.

## Scoperta
La galassia è stata scoperta il 15 dicembre 1876 dall'astronomo francese Édouard Stephan.

## Descrizione
NGC 1155 è una galassia starburst, cioè una galassia caratterizzata da un elevato tasso di formazione stellare. È inoltre una galassia il cui nucleo è molto brillante nell'ultravioletto. È iscritta nel catalogo di Markarian con il codice Mrk 1064 (MK 1064).
NGC 1155 e NGC 1154, che appaiono visualmente vicine, si trovano anche a una distanza comparabile dalla nostra Via Lattea. Si ritiene pertanto che esse formino una coppia di galassie che viene designata Holm 64. Tuttavia il database NASA/IPAC considera NGC 1154 una galassia di campo, cioè una galassia che non appartiene a nessun ammasso o gruppo di galassie e quindi è gravitazionalmente isolata.